# Stylodipus andrewsi
Stylodipus andrewsi es una especie de roedor de la familia Dipodidae.

## Distribución geográfica
Se encuentran en China y Mongolia.